# 瑞辛納丘
瑞辛納丘（英語：Raisina Hill）是新德里的一個地區，經常被用作印度政府所在地的轉喻，是印度最重要的政府大樓所在地，包括印度總統府，和包含總理辦公室和其他重要部會的内阁秘書處大樓。它周圍還有其他重要的建築物和構築物，包括印度国会、国王大道和印度門。“瑞辛納丘”是根據《1894年土地徵用法》從當地村莊的300個家庭徵收土地以興建總督官邸（即今天的印度总统府）。印度獨立後，它成為印度共和國總統官邸。
瑞辛納丘高266米（873英尺），比周圍地區略高18米（59英尺）。